# Amphisbetetus dorsatus
Amphisbetetus dorsatus là một loài ruồi trong họ Asilidae. Amphisbetetus dorsatus được Becker & Stein miêu tả năm 1913.